# ルーセル・ド・バイユール
ルーセル・ド・バイユール (Roussel de Bailleulまたはラテン語ではUrsellus de BallioneあるいはRoscelin あるいはRoskelin de BaieulあるいはUrselius（Anna Comnena）？‐1077年) は、Phrangopoulos（「フランクの息子」の意）として知られる、中世イタリア・ノルマン人冒険家、傭兵。東ローマ帝国に渡り傭兵として仕え、ロマノス4世ディオゲネスに率いられた（1068年-1071年）。

## 人物
ルーセルはフランク人かもしれないが、イタリアにアプーリアのノルマン人たちとともに渡ったことははっきりしている。彼らはオトラントに居住し、シチリアのルッジェーロ1世に仕えた。Geoffrey Malaterraによれば、ルーセルはBattle of Ceramiでは派手に着飾って目立ち、ルッジェーロ1世伯にサラセン人の俘虜を買うように要求した。 Malaterraによる短い記録のほかに、アンナ・コムネナのはルーセルについて記された主要な資料である。
1071年、彼はマンジケルトの戦いに参加したが、そこでは彼は東ローマ帝国惨敗の論争への参加を断った。この不忠にもかかわらず、彼は有能な将軍を必要とする帝国への奉仕を保ち、小アジアにフランク人とノルマン人の重装騎兵3000とともに派遣された。そこではルーセルはガラテア地域を征服し、南イタリアのノルマン人の仲間が続くと、1073年そこで自身を公爵とする独立国を宣言した。彼の公国の首都はいまのトルコ共和国の首都のアンカラであった。彼はカエサル・ヨハネス・ドゥーカスを破り、コンスタンティノポリスの近くのクロソポリス（ユスキュダル）を破壊した。
彼は強奪候補者さえも支援した、しかし公式にセルジューク朝に土地（実際はセルジューク朝が征服したのだが）を割譲することで、皇帝ミカエル7世ドゥーカスはセルジューク朝の将軍トゥトゥシュにルーセル打倒の説得をした。しかしノルマン人は帝国の捕獲者を避け、Amaseaに避難した。そこの住民は彼をたいそう敬愛し、そこの誰もが彼を統治者と認めていた。
彼はのちのに皇帝となるアレクシオス・コムネノスの策略を通じて人々によって捕えられた。
1077年に彼は（身代金で）ニケフォロス3世ボタネイアテスの反乱軍と戦うための部隊を率いるために、強制労働から解放された。彼はニケフォルスを下したものの反逆し彼と合流した。この時に、皇帝はセルジューク朝を再び呼び出し、ルーセルをニコメディアで破り、これを捕えて、首都に移送したうえで処刑した。
中世ピカルディの貴族・バリオル家（House of Balliol）と何らかの関係があると言われているがはっきりしない。

## ソース
- Norwich, John Julius. The Normans in the South, 1016–1130. London: Longmans, 1967.
- Gravett, Christopher, and Nicolle, David. The Normans: Warrior Knights and their Castles. Oxford: Osprey Publishing, 2006.